# Савкина, Алевтина Евгеньевна
Алевтина Евгеньевна Савкина (урожд. Подвязкина) (род. 30 июля 1986, Липецк) — российская гребчиха (гребля академическая), мастер спорта по академической гребле, бронзовая призёрка чемпионата мира 2017 в Сарасоте в составе женской четвёрки без рулевого, чемпионка Европы 2015 в соревнованиях восьмёрок.

## Достижения
Участница восьми чемпионатов мира. Лучший результат - бронза на чемпионате мира 2017.
Трижды становилась вице-чемпионкой Европы в соревнованиях двоек без рулевого, чемпион Европы 2015 года и дважды бронзовый призёр (2016, 2017) в соревнованиях восьмёрок.